# Villa La Florida
Villa La Florida (antiguamente llamado Monte de los Curas) es una localidad en el sur del partido de Quilmes (sur del Gran Buenos Aires) circunscribe sus límites de este a oeste desde Camino General Belgrano hasta el Arroyo Las Piedras y de norte a sur desde la calle 822 hasta Ruta Provincial 4 también conocida como Camino de Cintura o Avenida Monteverde.

## Geografía

### Sismicidad
La región responde a la «subfalla del río Paraná», y a la «subfalla del río de la Plata», con sismicidad baja; y su última expresión se produjo el 5 de junio de 1888 (136 años) de silencio sísmico), a las 3.20 UTC-3, con una magnitud probable, de 5,0 en la escala de Richter (terremoto del Río de la Plata de 1888).
La Defensa Civil municipal debe advertir sobre escuchar y obedecer acerca de
Área de
- Tormentas severas periódicas
- Baja sismicidad, con silencio sísmico de 136 años

### Población
Cuenta en 2010 con 31,268 habitantes (Indec, 2010).

### Clima
Es de tipo templado pampeano, modificado por la urbanización, si bien por lo general la temperatura es de dos a tres grados más baja que en la ciudad de Buenos Aires por las mañanas. El promedio del mes de enero es de 25 °C y el de julio es de 11 °C. En verano las temperaturas pueden trepar a más de 35 °C y en invierno descender a -2 °C. La humedad por lo general es alta, por lo que puede sentirse más calor o más frío que la temperatura real (fenómeno conocido como sensación térmica). Las precipitaciones son de unos 1000 mm anuales.

## Cultura
Su avenida principal es José Andrés López, habitualmente denominada como avenida "844" la cual se extiende desde su inicio en Camino General Belgrano (Ruta Provincial 1) hasta llegar al puente del arroyo Las Piedras, la cual alberga su centro comercial.
Sus sitios de interés son la Iglesia San Jorge fundada por el presbítero Marko Mavrik con la contribución de toda la comunidad, la plaza Islas Malvinas reconocida por estar en las cercanías de la primera escuela primaria que funcionó en la localidad, la escuela N.º 40 que lleva el mismo nombre. A media cuadra de la plaza se encuentra el Espacio Cultural Kilme, un espacio de cultura, educación y trabajo solidario fundado por vecinos y vecinas el 17 de noviembre de 2019. 
También cuenta con un cuerpo de Bomberos Voluntarios con un cuartel principal sobre su avenida principal.
Su Santo Patrono es San Jorge, su imagen descansa habitualmente en la parroquia que lleva su nombre, y cuya festividad se lleva adelante el 22 de abril de cada año, por iniciativa de sus primeros pobladores, en su mayoría inmigrantes italianos del sur de ese país, quienes quisieron mantener viva las tradiciones de sus orígenes, a mediados del siglo XX, ordenaron realizar una figura con las mismas características que la existente en las festividades de Regio Calabria, sacándola a recorrer el barrio durante muchos años, el segundo domingo de enero cada año. 
El aniversario de la localidad, se celebra los 31 de marzo, siendo fundada en 1926.

## Música
Maxi Rodas músico, pintor y poeta oriundo de Villa La Florida.